# Marathon Airlines
Marathon Airlines est une compagnie aérienne grecque qui a été fondée en 2017. Ses activités sont les vols d'affaires, charters, la location d'avions avec équipage et les services de gestion d'aéronefs.

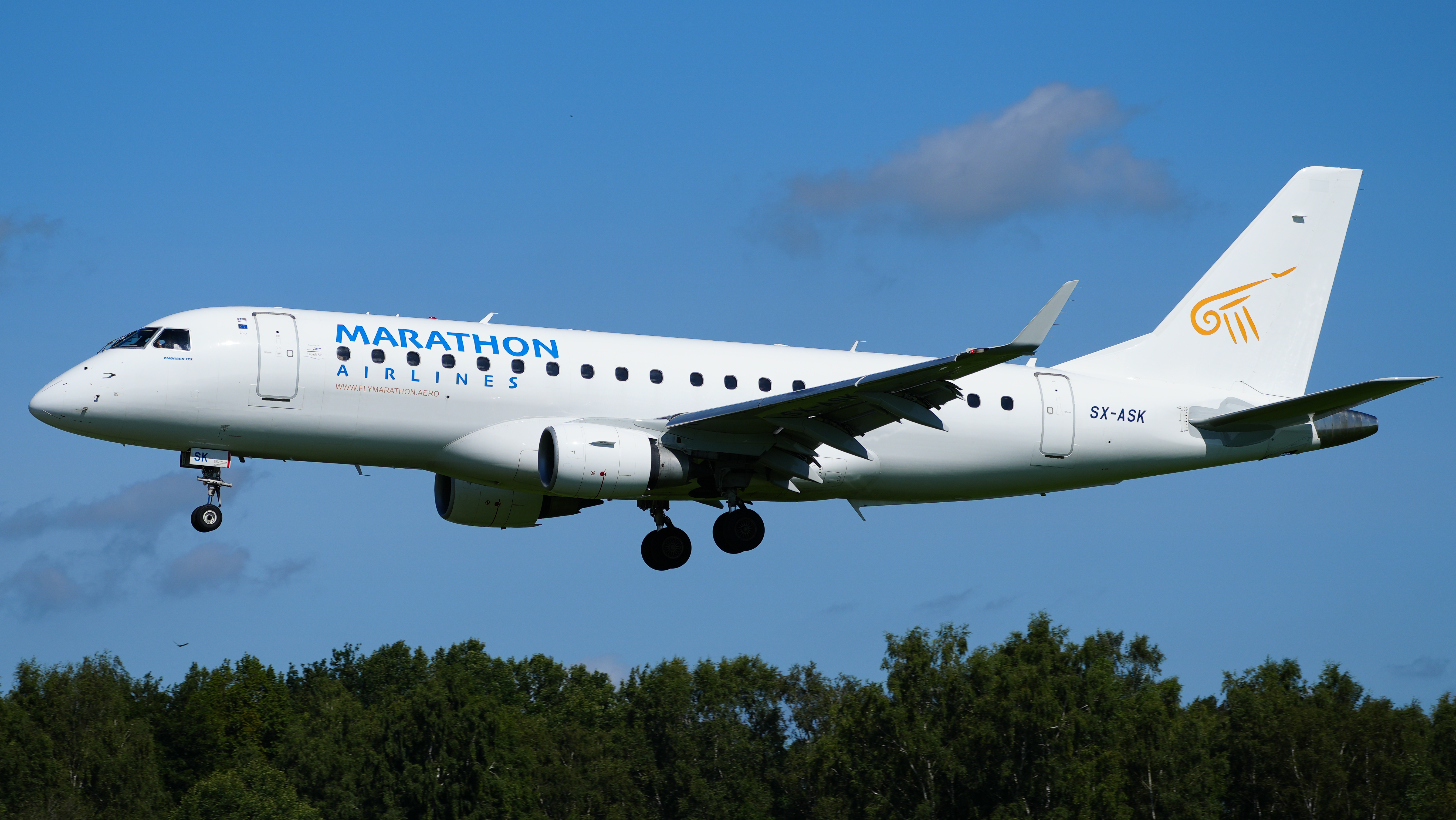
SX-ASK, un Embraer ERJ-175 de Marathon Airlines à l'aéroport de Lübeck.

## Histoire
Marathon Airlines a été créée le 9 novembre 2017. La compagnie a principalement deux activités : le transport commercial et les vols d'affaires, qui sont actuellement opérés par un Hawker 800.
En 2022 et 2023, la compagnie étend sa flotte en acquérant des Embraer 175, 190, puis des 195.
En 2025, au salon du Bourget, Marathon Airlines signe un accord avec AURA AERO portant sur 20 appareils hybrides ERA, plus 20 options . 

## Flotte
En juin 2025, la flotte de Marathon Airlines se compose des aéronefs suivants : 
| Appareil                   | Nombre actif | En commande | Historique | Passagers | Remarques                                  |
| -------------------------- | ------------ | ----------- | ---------- | --------- | ------------------------------------------ |
| Embraer ERJ-175            | 1            | -           | 2          | 88        |                                            |
| Embraer ERJ-190            | 1            | -           | -          | 100       |                                            |
| Embraer ERJ-195            | 1            | -           | 2          | 118       |                                            |
| Hawker 800                 | 1            | -           | -          | 8         | Vols VIP                                   |
| Embraer ERJ-135 Legacy 600 | -            | -           | 1          | 13        | Vols VIP                                   |
| Aura Aero ERA              | -            | 20          | -          | 19        | Commandés avec 20 options supplémentaires. |
| TOTAL                      | 4            | 20          | 5          |           |                                            |

## Incidents et accidents
Le 18 février 2024, le vol 324 d'Air Serbia opéré par Marathon Airlinesreliant l'aéroport de Belgrade et l'aéroport de Düsseldorf, a été impliqué dans un incident sur la piste de l'aéroport de Belgrade, lors du décollage. L'Embraer ERJ-195 (immatriculé OY-GDC) a utilisé un point d'entrée de la piste 30L réduisant ainsi de moitié la longueur de piste disponible. L'aéronef a dépassé de la piste et a subi d'importants dommages, dont une collisions avec plusieurs instruments de piste. L'appareil s'est posé en toute sécurité à l'aéroport de Belgrade. Il n'y a eu aucun blessé dans cet accident .